# Stolzia peperomioides
Stolzia peperomioides là một loài thực vật có hoa trong họ Lan. Loài này được (Kraenzl.) Summerh. miêu tả khoa học đầu tiên năm 1953.